# سیرود (ساوجبلاغ)
سیرود (ساوجبلاغ) روستایی از توابع بخش چندار شهرستان ساوجبلاغ در استان البرز ایران است. این روستای بکر بالا ترین و نزدیک ترین روستا ساوجبلاغ به شمال ایران است و از آن به ( بهشت گمشده البرز ) یاد میشود.

## جمعیت
این روستا در دهستان چندار قرار دارد و براساس سرشماری مرکز آمار ایران در سال ۱۳۸۵، جمعیت آن ۹۵ نفر (42خانوار) بوده‌است. و  بر اساس سرشماری نفوس و مسکن سال ۹۵، این روستا حدود ۵۶ خانوار و ۱۲۹ نفر جمعیت دارد اما الان جمعیت آن زیاد تر شده است .

## فرهنگ و زبان
برخلاف باور عموم مردم تاتی تنها زبان رایج در روستای سیرود نیست. بلکه با زبان فارسی طبری ترکیب شده و مردم این روستا با این زبان با هم صحبت میکنند . 
نام سیرو ریشه در زبان ایلامی کهن دارد سیروم سیرو می تواند اشاره به ناحیه بلند کوهستانی داشته باشد که  م ساکن آخر آن در گویش های ایرانی افتاده است. در  یزد روستای درب سیروییه در مینودشت مازندران روستای سیرو و در سیرجان روستای سیروییه وجود دارد و این احتمال دارد که با مهاجرت اجباری زردشتی ها به جنوب ایران این نام توسط مهاجران زردشتی به سیرجان و شمال هرمزگان هم منتقل شده باشد. 
سیرو می‌تواند به یکی از موارد زیر اشاره داشته باشد
- سیروئیه (حاجی‌آباد)، روستایی از توابع بخش فارغان شهرستان حاجی‌آباد در استان هرمزگان ایران است
- سیرو (آلمریا)، دهستانی در استان آلمریای اسپانیا
- سیرو (آستوریاس)، دهستانی در استان آستوریاس اسپانیا
- سیرو (قم)، روستایی است از توابع بخش کهک شهرستان قم در استان قم

## طبیعت
این روستا دارای کوه های سر سبز , آب و هوا بسیار خوب و پوشش گیاهی عالی دارد . از گیاهانی که در این منطقه رشد می کنند می توان به : آویشن کوهی , چای کوهی ,ریواس , شورک , قازیاقه , پنیرک , والک , استوخدوس , ترشک , لرچک , شکِر لَلِه , زرد پچ , آقا جواش و ... . درختانی مانند : گردو , آلبالو , گیلاس , توت و ... و قارچ های متنوعی از جمله : کمانگوش و دنبلان می باشد .